# Hypocopra hornithophila
Hypocopra hornithophila är en svampart som tillhör divisionen sporsäcksvampar, och som beskrevs av Carlo Luigi (Carlos Luis) Spegazzini. Hypocopra hornithophila ingår i släktet Hypocopra, och familjen kolkärnsvampar. Arten är reproducerande i Sverige.